# Mária Zakariás
Dans le nom hongrois Zakariás Mária, le nom de famille précède le prénom, mais cet article utilise l’ordre habituel en français Mária Zakariás, où le prénom précède le nom.
Mária Zakariás, née le 28 décembre 1952 à Budapest, est une kayakiste hongroise.

## Carrière
Mária Zakariás est médaillée d'argent sur K-4 500 mètres aux Championnats du monde 1973, médaillée de bronze sur K-2 500 mètres aux Championnats du monde 1974 et médaillée de bronze sur K-4 500 mètres aux Championnats du monde 1975.
Elle participe aux Jeux olympiques de 1980 à Moscou ; elle y remporte la médaille de bronze en K-2 500 mètres avec Éva Rakusz.